# Bréau
Bréau är en kommun i departementet Seine-et-Marne i regionen Île-de-France i norra Frankrike. Kommunen ligger i kantonen Mormant som tillhör arrondissementet Melun. År 2022 hade Bréau 371 invånare.

## Befolkningsutveckling
Antalet invånare i kommunen Bréau
| Referens: INSEE |